# انوویا
انوویا (به انگلیسی: ENOVIA) یک برند تجاری و نرم‌افزار مدیریت چرخه‌عمر محصول است که توسط شرکت داسو سیستمز طراحی و عرضه شده‌است. یک شرکت آمریکایی گروهی که در لوئل (ماساچوست) مستقر است، نیز این نام را دارد.
شرکت داسو سیستمز نام تجاری و شرکت انوویا را در سال ۱۹۹۸ از شرکت PDM آی‌بی‌ام خریداری کرد.
پس از خرید SmarTeam در سال ۱۹۹۹ و MatrixOne در سال ۲۰۰۶، محدوده ENOVIA شامل سه خانواده نرم‌افزاری زیر گردید:
- ENOVIA VPLM، که اجازه می‌دهد شرکت‌های بزرگ برای مدیریت تمام داده‌های طراحی و تولید خود در مدل‌های دیجیتال (VPM، 3DCOM, LCA) کار کنند.
- ENOVIA MatrixOne، که نیازهای طراحی مشترک دارد، برای شرکت‌های بزرگ و متوسط مناسب می‌باشد.
- ENOVIA SmarTeam، که یک راه‌حل مدیریت چرخه‌عمر محصول برای بنگاه‌های کوچک و متوسط ارائه می‌دهد.